# Inuvialuktun
L'inuvialuktun, aussi appelé inuktun ou inuktitut de l'Ouest canadien, est un ensemble de variétés des langues inuites parlé dans le nord des Territoires du Nord-Ouest et au Nunavut par des Inuits se nommant eux-mêmes Inuvialuit. La langue se subdivise en trois dialectes : le siglitun (inuvialuktun à proprement parler), l'inuinnaqtun et le natsilingmiutut.
L'inuvialuktun et l'inuinnaqtun sont deux des onze langues officielles des Territoires du Nord-Ouest et l'inuinnaqtun a un statut officiel au Nunavut. À l'exception du dialecte natsilingmiutut, l'inuvialuktun s'écrit à l'aide de l'alphabet latin et n'a jamais utilisé le syllabaire inuktitut.

## Locuteurs
En 2016, Statistique Canada recense 475 personnes déclarant l'inuvialuktun comme leur langue maternelle, 675 personnes déclarant l'inuinnaqtun et 380 personnes déclarant une langue inuite sans plus de précision au Canada. On peut donc estimer le nombre de locuteurs natifs à au moins 1 150 personnes (inuvialuktun et inuinnaqtun). Un autre compte de Statistique Canada pour la même année fait état de 1 025 locuteurs natifs de l'« inuinnaqtun (inuvialuktun) » et de 315 locuteurs d'une langue inuite indéfinie.
Le recensement des locuteurs totaux est de 1 905 personnes en additionnant les personnes déclarant parler inuinnaqtun et les 595 déclarant parler l'inuvialuktun assez bien pour soutenir une conversation. Dans le recensement de la population 2021, 315 personnes déclarent que l'inuvialuktun est leur langue maternelle.

## Répartition géographique
L'inuvialuktun est parlé par les Inuits vivant dans le delta du fleuve Mackenzie, sur l'île de Banks, sur une partie de l'île Victoria et sur la côte arctique des Territoires du Nord-Ouest – les terres de la Région Inuvialuit.

## Statut et officialité
Depuis la Loi sur les langues officielles des Territoires du Nord-Ouest de 1988, entrée en vigueur en 1990, le inuvialuktun et l'inuinnaqtun sont deux des onze langues officielles des Territoires du Nord-Ouest.